# Skiveren (Råbjerg Sogn)
 For alternative betydninger, se Skiveren. (Se også artikler, som begynder med Skiveren)
Skiveren er et sommerhus- og ferieområde i Frederikshavn Kommune. Skiveren ligger ud til Tannis Bugt (Skagerrak).
Tidligere statsminister Jens Otto Krag døde 22. juni 1978 i sit sommerhus i Skiveren.